# Paul Conrad
Paul Conrad (* 27. Juni 1924 in Cedar Rapids, Iowa; † 4. September 2010 in Rancho Palos Verdes) war ein US-amerikanischer Karikaturist.

## Karriere
Conrad studierte Kunst in Seattle und erwarb 1950 einen B.A. in Kunst von der University of Iowa. Seither war er für verschiedene Zeitungen tätig, davon rund 30 Jahre für die Los Angeles Times. Conrad karikierte mehrere US-Präsidenten, vor allem Richard Nixon.
Conrad schrieb mehrere Bücher und seine Arbeiten sind in der ständigen Ausstellung der Library of Congress zu sehen.
Er wurde dreimal mit dem Pulitzer-Preis (1964, 1971 und 1984) ausgezeichnet für das Editorial Cartooning. Außerdem gewann Conrad zweimal die Overseas Press Club awards (1981 und 1970) und 1988 zeichnete ihn die Society of Professional Journalists/Sigma Delta Chi (SDX) mit dem siebten Distinguished Service Award for Editorial Cartooning aus.
Conrad war verheiratet mit Kay King, einer Gesellschaftsreporterin der The Denver Post. Sie bekamen zwei Söhne und zwei Töchter.